# Арицо
Арѝцо (на италиански и на сардински: Aritzo) е село и община в Южна Италия, провинция Нуоро, автономен регион и остров Сардиния. Разположено е на 796 m надморска височина. Населението на общината е 1361 души (към 2010 г.).